# Cayuse (Oregon)
Cayuse è un census-designated place (CDP) degli Stati Uniti d'America, situato nello stato dell'Oregon, nella contea di Umatilla.